# Dolichopus monticola
Dolichopus monticola är en tvåvingeart som beskrevs av Van Duzee 1921. Dolichopus monticola ingår i släktet Dolichopus och familjen styltflugor. Inga underarter finns listade i Catalogue of Life.